# Виланери (Ђенова)
Виланери је насеље у Италији у округу Ђенова, региону Лигурија.
Према процени из 2011. у насељу је живело 24 становника. Насеље се налази на надморској висини од 1168 м.